# Extinção funcional
Extinção funcional é a extinção de uma espécie ou outro táxon de tal modo que:
1. ela desaparece dos registros fósseis, ou registros históricos de sua existência cessam;[1]
2. a população reduzida não mais representa um papel significante no ecossistema;[2] ou
3. a população não é mais viável. Não há indivíduos capazes de reproduzir, ou a população de reprodutores é tão pequena que não é capaz de se sustentar devido a depressão de consanguinidade e deriva genética, que leva a perda da aptidão.

Nas categorias da lista vermelha da IUCN, a espécie funcionalmente extinta que não possui avistamentos/registros recentes pode ser classificada como "em perigo crítico" a menos que não haja dúvidas de que o último indivíduo morreu, após extensivas expedições. Ela é "extinta na natureza" se espécimes encontram-se em cativeiro mas não há dúvida que o último indivíduo selvagem tenha morrido.

## Espécies funcionalmente extintas da atualidade
A tartaruga-da-ilha-abingdon (Geochelone nigra abingdonii), uma subespécie de tartaruga-das-galápagos, tinha somente um indivíduo. Este espécime, cujo nome é "Lonesome George", teve uma idade estimada de 70-80 anos. Há expectativas de que indivíduos híbridos encontrados recentemente possam ser usados para "ressuscitar" a espécie.
O rinoceronte-branco-ocidental (Diceros bicornis longipes) foi declarado provisoriamente extinto pela World Conservation Union em julho de 2006, após expedições falharem na tentativa de achar o animal em seu único habitat conhecido. Caso algum animal ainda exista, ele pode ser considerado como funcionalmente extinto.
O Baiji (Lipotes vexillifer) era encontrado somente no rio Yangtzé na China. Embora, vários esforços tenham sido feitos para aconservação da espécie, a população diminuiu drasticamente nas décadas recentes. Ele foi declarado funcionalmente extinto depois de que uma expedição em 2006, falhou na tentativa de encontrar algum animal vivo. Embora relatos de avistamentos tenham sido feitos posteriormente 
O Coala (Phascolarctos cinereus), segundo nota divulgada em 14 de maio de 2019 pela AKF (Australian Koala Foundation), conta com menos de 80.000 unidades no território Australiano, devido ao desmatamento acentuado de florestas de Eucalipto (seu habitat natural) somado ao abate para comércio de pele. Por estas razões, e pela dificuldade prática para perpetuação natural da espécie, a entidade acredita que o Coala esteja funcionalmente extinto.